# Jeepers Creepers 2
Jeepers Creepers 2 är en amerikansk skräckfilm från 2003 i regi av Victor Salva, med Ray Wise, Jonathan Breck, Garikayi Mutambirwa och Eric Nenninger i rollerna. Filmen är en uppföljare till Jeepers Creepers.

## Handling
Taggart och hans son Billy håller på att sätta ut fågelskrämmor, när de plötsligt märker att de inte är ensamma.
En av fågelskrämmorna rätar plötsligt på sig, lyfter från marken och griper tag i Billy. 
Taggart hinner inte reagera utan tvingas bevittna hur besten flyger iväg med Billy mot den mörknande horisonten. 
"The Creeper" har kommit tillbaka!

## Rollista
| Ray Wise            | – Jack Taggart Sr.          |
| Jonathan Breck      | – The Creeper               |
| Garikayi Mutambirwa | – Deaundre 'Double D' Davis |
| Eric Nenninger      | – Scott 'Scotty' Braddock   |
| Nicki Aycox         | – Minxie Hayes              |
| Travis Schiffner    | – Izzy Bohen                |
| Lena Cardwell       | – Chelsea Farmer            |
| Billy Aaron Brown   | – Andy 'Bucky' Buck         |
| Marieh Delfino      | – Rhonda Truitt             |